# ダルサラーム級哨戒艦
ダルサラーム級哨戒艦（英語: Darussalam-class offshore patrol vessel）は、ブルネイ海軍が運用する哨戒艦（OPV）の艦級。

## 来歴
1998年、ブルネイはイギリスのBAEシステムズ社に対し、フリゲート3隻を発注した。これはF-2000型の設計にもとづいており、ナコダ・ラガム級として同国海軍に就役する予定であった。艦は2005年に竣工したものの、政府は受け取りを拒否した。原因は公表されなかったが、結局、これらの艦はインドネシア海軍に売却されることになった。一方、ブルネイ海軍は、依然として従来の哨戒艇・高速戦闘艇よりも大型の戦力を求めており、これに応じて建造されたのが本級である。

## 設計
船型としては長船首楼型を採用している。ただし船楼甲板の後方に連続して、01甲板は艦尾まで延長されており、この部分はヘリコプター甲板として確保されている。またその下方には、搭載艇のためのスリップウェイが設けられた。主機関はV型12気筒のMTU 12V1163 TB93ディーゼルエンジン2基によってそれぞれ両舷の軸機を駆動する方式とされた。
主センサーとしては、前檣頂部にテルマ社のスキャンター4100が搭載された。これはXバンドの2次元レーダーであり、距離90 nmi (170 km)、高度35,000 ft (11,000 m)の探知性能を備えている。また、光学/赤外線捜索追尾システムとして、カール・ツァイス社のMEOS II（maritime electro-optical system）も搭載される。

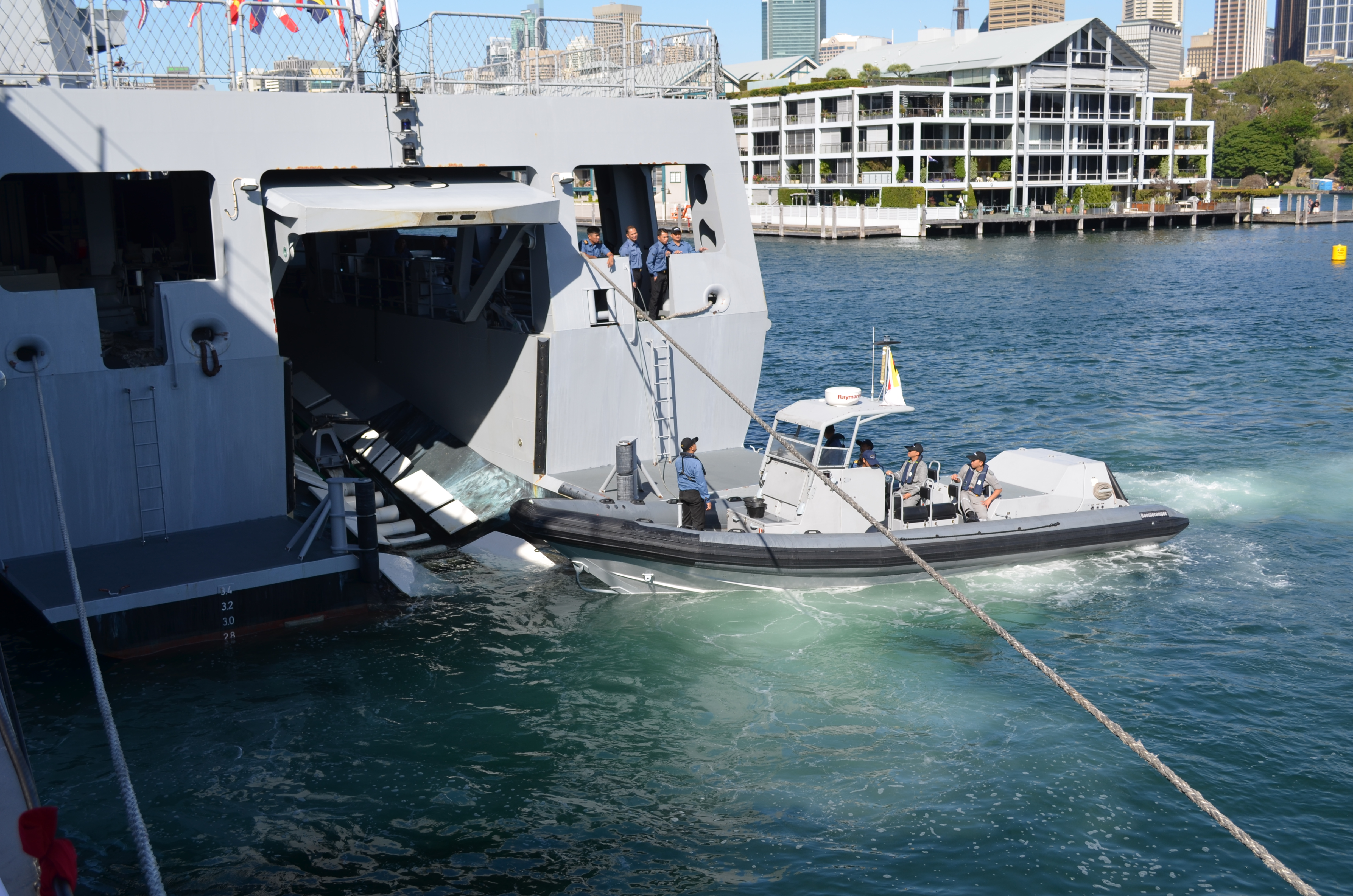
艦尾の搭載艇用スリップウェイ

## 配備
建造はドイツ・ブレーメン市のリュールセン社によって行われたが、これはナコダ・ラガム級の転売先でもあった。2010年7月より海上公試に入り、2011年より就役した。
| #    | 艦名                        | 就役       |
| ---- | --------------------------- | ---------- |
| P 06 | ダルサラーム KDB Darussalam | 2011年5月  |
| P 07 | ダルエーサン KDB Darulehsan | 2011年5月  |
| P 08 | ダルアマン KDB Darulaman    | 2011年12月 |
| P 08 | ダルタクワ KDB Daruttaqwa   | 2014年9月  |